# Andrea Gritti

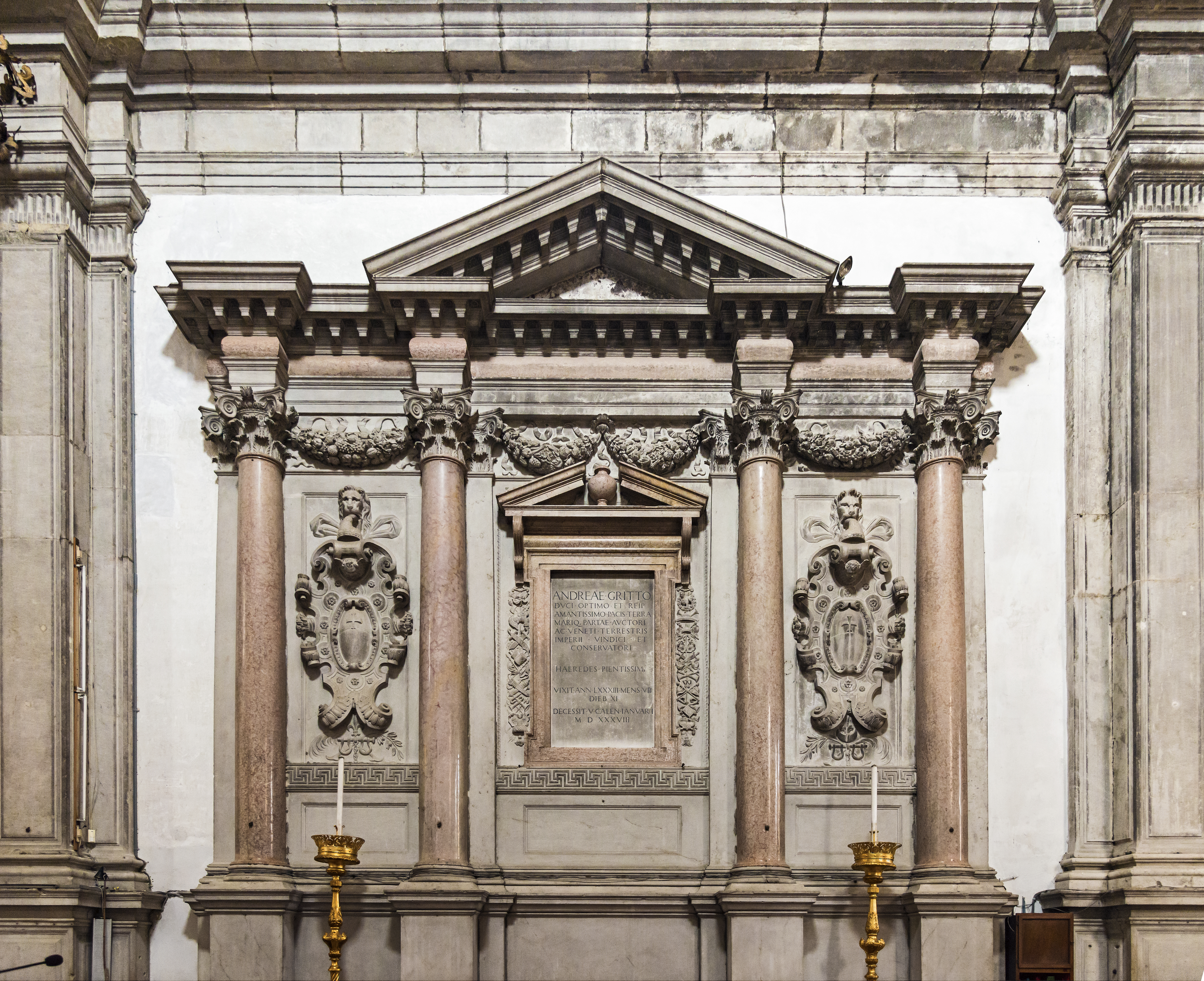
Jego grób w Wenecji.

Andrea Gritti (ur. 1455 – zm. 1538) – doża Wenecji od 20 maja 1523 do 23 grudnia 1538.

## Życiorys
Posłował do Turcji w 1503 roku.